# Thonne-le-Thil
Thonne-le-Thil – miejscowość i gmina we Francji, w regionie Grand Est, w departamencie Moza.
Według danych na rok 1990 gminę zamieszkiwało 261 osób, a gęstość zaludnienia wynosiła 23 osób/km² (wśród 2335 gmin Lotaryngii Thonne-le-Thil plasuje się na 786. miejscu pod względem liczby ludności, natomiast pod względem powierzchni na miejscu 512.).